# Nona Fernández
Patricia Paola Fernández Silanes (Santiago, 23 de junho de 1971), mais conhecida como Nona Fernández, é uma actriz, escritora e roteirista chilena.

## Biografia
Filha única de mãe soltera, Nona Fernández cresceu num bairro próximo ao mercado persa Bíobío em Santiago, local no qual teve seu primeiro emprego como vendedora de roupas usadas.
Estudou no Colégio Santa Cruz de Santiago e depois na Escola de Teatro da Universidade Católica.
Como actriz, fundou a companhia Merri Melodys, participou em montagens de obras teatrais e ganhou como melhor actriz um concurso do Centro Chileno-Norte-americano de Cultura em 2011.
En 1995, participou numa workshop de Antonio Skármeta. No mesmo ano, Fernández ganhou os Jogos Literários Gabriela Mistral. Seus contos apareceram primeiro em diversas antologías de concursos, e seu primeiro livro de relatos saiu a luz no ano 2000: El cielo (O céu). Dois anos mais tarde publicou sua premiada novela Mapocho.
Em 2011 foi seleccionada —junto com os chilenos Diego Muñoz Valenzuela e Francisco Díaz Klaassen— como um dos "25 tesouros literários à espera de ser descobertos" pela Feira Internacional do Livro de Guadalajara para celebrar seus 25 anos de existência ese mesmo anho.
Fernández debutó como dramaturga em 2012, com El taller (A oficina), peça inspirada na oficina literária que a escritora Mariana Callejas tinha em sua casa enquanto seu marido Michael Townley dirigia no subterrâneo as operações de um quartel da DINA durante a ditadura militar chilena. Esta comédia negra ganhou o Prêmio Altazor 2013 na categoria Dramaturgia. Sua segunda peça, Liceo de meninas, estreou-a em 2015 (com ela, a companhia liderada pela autora e Leonart passa a se chamar Peça Escura); trata-se de "uma comédia fantástica a respeito de um abrumado professor de ciências que descobre no laboratório de seu estabelecimento a três alunas que se mantêm ocultas desde uma tomada realizada em 1985".
Em 2017 ganhou o Prêmio Sor Juana Inés de la Cruz pelo novela La dimensión desconocida ("A Dimensão Desconhecida"). Além disso, Fernández foi incluída por alguns críticos na movimento chileno chamado literatura de los hijos (literatura das crianças).

## Publicações

### Novelas
- 2002: Mapocho
- 2007: Av. 10 de Julio Huamachuco
- 2012: Fuenzalida
- 2013: Space invaders
- 2015: Chilean Electric
- 2016: La dimensión desconocida

### Ensaios
- 2019: Voyager
- 2023: ¿Cómo recordar la sed?

### Contos
- 2000: El cielo